# Pride and Prejudice (serie de televisión)
Pride and Prejudice (en hangul, 오만과 편견) también conocida en español como Orgullo y prejuicio, es una serie de televisión surcoreana emitida originalmente durante 2014 y protagonizada por Choi Jin Hyuk, Baek Jin Hee, Choi Min Soo, Lee Tae Hwan y Son Chang Min.
Fue transmitida por MBC desde el 27 de octubre de 2014 hasta el 13 de enero de 2015, finalizando con una longitud de 21 episodios, al aire las noches de los días miércoles y jueves a las 22:00 (KST).

## Argumento
Gu Dong Chi pasó el examen de derecho después de la secundaria (se saltó la universidad) y se convirtió en un fiscal a los 21 años con su brillante mente en materias legales y más de diez años de experiencia, ya que, Dong Chi ha agudizado sus habilidades de averiguar lo que la gente está pensando realmente, así como él mantiene sus propios pensamientos privados indescifrables y disfruta de las ventajas del sistema burocrático.
Han Yeol Mu es una fiscal en entrenamiento quién es asignado al equipo Dong Chi. Yeol Mu fue en una ocasión una detective, y decidió convertirse en un fiscal debido a su tenaz persecución de la verdad y la justicia.
Dong Chi se encuentra trabajando con Yeol Mu, junto con el veterano fiscal de Moon Hee Man, un investigador exatleta de taekwondo Kang Soo, y el murmurador Jung Chang Gi, forman un equipo de "fiscales perdedores" que luchan por los ciudadanos, contra el crimen, las autoridades oportunistas y un sistema de prejuicios inocentes, pobres y sin poder.

## Reparto

### Personajes principales
- Choi Jin Hyuk como Gu Dong Chi.
- Baek Jin Hee como Han Yeol Mu.
- Choi Min-soo como Moon Hee Man.
- Lee Tae Hwan como Kang Soo.[2][3]
- Son Chang Min como Jung Chang Gi.

### Personajes secundarios
- Choi Woo Shik como Lee Jang Won.
- Jang Hang Sun como Yoo Dae Gi.
- Jung Hye Sung como Yoo Kwang Mi.
- Noh Joo Hyun como Lee Jong Gon.
- Kim Yeo Jin como Oh Do Jung.
- Baek Soo Ryun como Baek Geum Wok.
- Kim Na Woon como Kim Myung Sook.
- Kim Kang-hoon como Kim Chan.
- Han Kab Soo como Goo Young Bae.
- Song Sam Dong como Kwon Dae Yong.
- Jung Ji Hon como Han Byeol.

### Otros personajes
- Kim Hye-yoon como Kang Han-na (Ep. 15)

### Apariciones especiales
- Jung Sung Moh como Han Yeol Moo.
- Kwak Ji Min como Song Ah Leum.
- Jung Chan como Choi Wang Guk.
- Lim Seung Dae como Kang Moo Sung.
- Choi Joon Yong como Wo Taek Kyoon.
- Maeng Sang Hoon como Baek Soon Bae.

## Producción
Fue escrita por Lee Hyun Joo quien anteriormente creó «Escuela 2013» de KBS 2TV en 2012. La primera lectura de guion fue llevada a cabo el 26 de septiembre de 2014, encabezada por los actores Choi Jin Hyuk, Baek Jin Hee, Choi Min Soo, Son Chang Min, entre otros y el director Kim Jin Min quien anteriormente dirigió «Time Between Dog and Wolf» de MBC en 2007 y «God of War» de MBC en 2012.

## Recepción

### Audiencia
En Azul la audiencia más baja y en rojo la más alta, correspondientes a las empresas medidoras TNms y AGB Nielsen.
| Ep. #    | Fecha de emisión        | Share        | Share        | Share       | Share       |
| Ep. #    | Fecha de emisión        | TNmS Ratings | TNmS Ratings | AGB Nielsen | AGB Nielsen |
| Ep. #    | Fecha de emisión        | Nacional     | Seúl         | Nacional    | Seúl        |
| -------- | ----------------------- | ------------ | ------------ | ----------- | ----------- |
| 1        | 27 de octubre de 2014   | 9.3 %        | 11.5 %       | 11.2 %      | 13 %        |
| 2        | 28 de octubre de 2014   | 8.3 %        | 11.0 %       | 11.0 %      | 12.4 %      |
| 3        | 3 de noviembre de 2014  | 9.6 %        | 13.4 %       | 11.6 %      | 13.5 %      |
| 4        | 4 de noviembre de 2014  | 10.1 %       | 13.0 %       | 10.8 %      | 12.6 %      |
| 5        | 10 de noviembre de 2014 | 10.6 %       | 14.6 %       | 12.1 %      | 13.9 %      |
| 6        | 11 de noviembre de 2014 | 11.0 %       | 13.7 %       | 12.8 %      | 15.1 %      |
| 7        | 17 de noviembre de 2014 | 11.0 %       | 14.6 %       | 10.7 %      | 12.0 %      |
| 8        | 24 de noviembre de 2014 | 10.5 %       | 13.4 %       | 11.3 %      | 13.2 %      |
| 9        | 25 de noviembre de 2014 | 10.3 %       | 13.7 %       | 11.9 %      | 13.5 %      |
| 10       | 1 de diciembre de 2014  | 10.2 %       | 13.7 %       | 10.3 %      | 11.5 %      |
| 11       | 2 de diciembre de 2014  | 11.1 %       | 14.4 %       | 11.1 %      | 12.3 %      |
| 12       | 8 de diciembre de 2014  | 9.8 %        | 12.6 %       | 9.7 %       | 11.1 %      |
| 13       | 9 de diciembre de 2014  | 9.8 %        | 12.9 %       | 10.6 %      | 11.7 %      |
| 14       | 15 de diciembre de 2014 | 9.2 %        | 12.0 %       | 9.2 %       | 10.4 %      |
| 15       | 16 de diciembre de 2014 | 10.2 %       | 13.7 %       | 9.9 %       | 11.1 %      |
| 16       | 22 de diciembre de 2014 | 9.2 %        | 13.1 %       | 9.4 %       | 10.6 %      |
| 17       | 23 de diciembre de 2014 | 9.7 %        | 13.0 %       | 10.0 %      | 11.3 %      |
| 18       | 5 de enero de 2015      | 7.7 %        | 10.4 %       | 8.4 %       | 9.7 %       |
| 19       | 6 de enero de 2015      | 8.8 %        | 11.6 %       | 8.2 %       | 8.6 %       |
| 20       | 12 de enero de 2015     | 9.4 %        | 12.5 %       | 8.0 %       | 8.6 %       |
| 21       | 13 de enero de 2015     | 9.3 %        | 12.5 %       | 9.7 %       | 10.8 %      |
| Promedio | Promedio                | 9.8 %        | 12.9 %       | 10.4 %      | 11.8 %      |

## Banda sonora
1. Eddy Kim - «One Day».
2. Park Ji Yoon, Jo Hyung Woo - «Fixed Channel / Stay Tuned».
3. Hwa Yo Bi - «My Universe».
4. Lee Ki Chan - «Ordinary Farewell».

## Premios y nominaciones
| Año  | Premio           | Categoría                                                  | Nominado                     | Resultado |
| ---- | ---------------- | ---------------------------------------------------------- | ---------------------------- | --------- |
| 2014 | MBC Drama Awards | Drama del año                                              | Pride and Prejudice          | Nominado  |
| 2014 | MBC Drama Awards | Premio a la excelencia, Actor en un Special Project Drama  | Choi Jin Hyuk                | Ganador   |
| 2014 | MBC Drama Awards | Premio a la excelencia, Actriz en un Special Project Drama | Baek Jin Hee                 | Ganador   |
| 2014 | MBC Drama Awards | Premio dorado a la actuación, Actor                        | Choi Min Soo                 | Ganador   |
| 2014 | MBC Drama Awards | Premio a la mejor pareja                                   | Choi Jin Hyuk y Baek Jin Hee | Nominado  |
| 2014 | MBC Drama Awards | Premio a la popularidad, Actor                             | Choi Jin Hyuk                | Nominado  |
| 2014 | MBC Drama Awards | Premio a la popularidad, Actriz                            | Baek Jin Hee                 | Nominado  |

## Emisión internacional
- Filipinas: IBC 13.
- Hong Kong: TVB Korean Drama (2015).
- Taiwán: STAR Chinese (2015).